# Pompilopsis vespiformis
Pompilopsis vespiformis är en fjärilsart som beskrevs av Herrich-Schäffer 1855. Pompilopsis vespiformis ingår i släktet Pompilopsis och familjen björnspinnare. Inga underarter finns listade i Catalogue of Life.